# Михайловка (місто)
Михайловка (рос. Михайловка) — місто у Михайловському районі Волгоградської області Російської Федерації. До 2012 року була адміністративним центром Михайлівського району.
Населення становить 57 829 осіб. Входить до складу муніципального утворення Михайлівський міський округ.

## Історія
Населений пункт розташований у межах українського історичного та культурного регіону Жовтий Клин.
Згідно із законом від 28 червня 2012 року № 65-ОД органом місцевого самоврядування є Михайлівський міський округ.

## Населення
| 1897    | 1939    | 1959    | 1967    | 1970    | 1979    | 1982    |
| ------- | ------- | ------- | ------- | ------- | ------- | ------- |
| 7506    | ↗18 000 | ↗34 984 | ↗47 000 | ↗49 797 | ↗58 193 | ↗60 000 |
| 1986    | 1987    | 1989    | 1992    | 2000    | 2001    | 2002    |
| ↘57 000 | ↗58 000 | ↗58 323 | ↗58 700 | ↘58 400 | ↘58 200 | ↗60 034 |
| 2003    | 2005    | 2006    | 2008    | 2009    | 2010    | 2011    |
| ↘60 000 | ↘59 500 | ↘59 300 | ↘58 900 | ↘58 731 | ↗59 132 | ↘59 100 |
| 2012    | 2013    | 2014    | 2015    | 2016    | 2017    | 2018    |
| ↘58 857 | ↘58 656 | ↘58 320 | ↗58 380 | ↗58 433 | ↘58 407 | ↘58 221 |
| 2019    |         |         |         |         |         |         |
| ↘57 829 |         |         |         |         |         |         |

## Уродженці
- Фомін Сергій Семенович (1915—1989) — радянський військовий льотчик, Герой Радянського Союзу
- Олексенко Степан Степанович (1941—2006) — український актор.